# Broter
Broter is een geslacht van kevers uit de familie van de loopkevers (Carabidae). De wetenschappelijke naam van het geslacht is voor het eerst geldig gepubliceerd in 1923 door Andrewes.

## Soorten
Het geslacht Broter is monotypisch en omvat slechts de volgende soort:
- Broter ovicollis ,